# Neckar-Odenwald-Kliniken
Die Neckar-Odenwald-Kliniken umfassen die Gesundheitseinrichtungen, die sich in der Trägerschaft des Neckar-Odenwald-Kreises befinden.

## Organisation
Die als Regiebetrieb geführten Kreiskrankenhäuser Buchen und Mosbach, die Geriatrische Rehabilitation sowie die Akutgeriatrie in Mosbach wurden zum 11. Juli 2007 in eine gemeinnützige GmbH, die Neckar-Odenwald-Kliniken gGmbH, umgegründet und zusammengefasst. Die Neckar-Odenwald-Service gGmbH ist ein Tochterunternehmen.
Die Neckar-Odenwald-Kliniken gGmbH ist eine Einrichtung des Neckar-Odenwald-Kreises. Sie versorgt mit rund 1.000 Mitarbeitern an ihren Standorten Mosbach und Buchen jährlich rund 55.000 Patienten stationär und ambulant. Beide Klinikstandorte sind akademische Lehrkrankenhäuser der Universität Heidelberg. Als Krankenhäuser der Grund- und Regelversorgung mit insgesamt fast 400 Planbetten bieten die beiden Standorte eine umfassende medizinische Betreuung. Dazu zählen zentrale Notaufnahmen, die beiden Intensivstationen, die Abteilungen Innere Medizin mit Akutgeriatrie, Orthopädie und Unfallchirurgie mit Sektion Wirbelsäulenchirurgie, Allgemein- und Viszeralchirurgie, Gynäkologie und Geburtshilfe sowie die Anästhesiologie.

### Neckar-Odenwald-Kliniken Standort Buchen
Lage: 49° 31′ 28″ N, 9° 18′ 26″ O

### Neckar-Odenwald-Kliniken Standort Mosbach
Lage: 49° 21′ 21″ N, 9° 9′ 12″ O